# Mimosiphonops reinhardti
Espèce
Statut de conservation UICN

 DD  : Données insuffisantes
Mimosiphonops reinhardti est une espèce de gymnophiones de la famille des Siphonopidae.

## Répartition
La distribution de cette espèce n'est connue que par un spécimen collecté en 1878 dans sa localité type, le Brésil sans précision de localité.

## Étymologie
Cette espèce est nommée en l'honneur de J. Reinhardt, qui a collecté l'holotype.

## Publication originale
- Wilkinson & Nussbaum, 1992 : Taxonomic status of Pseudosiphonops ptychodermis Taylor and Mimosiphonops vermiculatus Taylor (Amphibia: Gymnophiona: Caeciliaidae). Journal of Natural History, London, vol. 26, p. 675-688 (texte intégral).